# Корал Хилс (Мериленд)
Корал Хилс (енгл. Coral Hills) насељено је место без административног статуса у америчкој савезној држави Мериленд.

## Демографија
По попису из 2010. године број становника је 9.895, што је 825 (-7,7%) становника мање него 2000. године.
| Група             | 2000.          | 2010.         |
| Белци             | 348 (3,2%)     | 225 (2,3%)    |
| Афроамериканци    | 10.030 (93,6%) | 8.914 (90,1%) |
| Азијати           | 55 (0,5%)      | 28 (0,3%)     |
| Хиспаноамериканци | 134 (1,3%)     | 601 (6,1%)    |
| Укупно            | 10.720         | 9.895         |